# برايح سالم
برايح سالم هو سوق شعبي مفتوح يُعتبر من أهم المعالم السياحية في دولة الكويت. يجمع السوق بين الحداثة والأصالة في آن واحد، وهو واحد من أشهر المعالم السياحية وتراثية التي يقصدها السياح والمواطنون.
تفتح معظم الأماكن في سوق واقف يوميّا من 10 قبل الظهر حتّى 12 مساءً، ويُعتبر السوق واحدًا من أكثر الأمكنة حيوية في منطقة السالمية وهو يضم عددًا متزايدًا من المطاعم التي تقدم الطعام الكويتي التقليديّ ومختلف المأكولات الخاصة بالشرق الأوسط. هناك العديد من المقاهي والمطاعم التقليديّة التي تفتح أبوابها حتّى ساعة متأخّرة. تقدم المطاعم المأكولات المحلية بالإضافة إلى الشيشة أو النرجيلة التقليديّة، كما يقدّم عروض وفعاليات دوريّة على طول فترة السنة.

## التاريخ
برايح سالم هو الاسم الحديث لما كاني يعرف سابقًا بالسوق القديم أو سوق السالمية القديم, حيث يعتبر سوق السالمية القديم من الأماكن القديمة في الكويت ولكنه خضع لعملية تجديد في التصميم مع الحفاظ على الأصالة بأمر من الأمير السابق لدولة الكويت صباح الأحمد الجابر الصباح. سميت برايح سالم بهذه التسمية نسبةً إلى الأمير مبارك الصباح[بحاجة لتوضيح]. يعود تأسيس هذا السوق الكويتي العريق إلى قرنٍ من الزمن، حيث كانت معروفة في الماضي باللآلئ والذهب والمجوهرات وهي تتكون الآن من مجموعة واسعة من عمالقة البيع بالتجزئة والمنافذ المحلية. بالإضافة إلى تجمع أعداد من السكان المحليين أجل بيع وشراء بعض السلع التقليدية، ومع مرور الوقت توسعت رقعة هذا السوق، وأصبح يشتمل على العديد من السلع والمقتنيات الأخرى.
شهد سوق السالمية القديم العديد من عمليات الترميم الموسعة التي شملت العديد من مناطق السوق من أجل الحفاظ على هوية هذا السوق التراثي وقد بدأت عمليات الترميم عام 2017، حيث تم تحديث السوق وتحويله إلى سوق شعبي مفتوح وإضافة طابع الحداثة له مع الحفاظ على رونق الأصالة التراثي فيه.

## الأهمية
تكمن أهمية برايح سالم من خلال ما يؤثر به هذا السوق التراثي على الحركة السياحية في دولة الكويت، حيث يتوافد عليه سنويًا أعدادٌ كبيرة من السياح من أجل اقتناء بعض التحف والهدايا والملبوسات التراثية، فضلًا عمَّا يحدث في هذا السوق من معارض فنية وحفلات الموسيقى وأحداث ثقافية وألعاب بهلوانية، كما تقام في بعض مرافق هذا السوق عروض ترفيهية، بالإضافة إلى وجود مهرجان سنوي يتم إقامته في منطقة برايح سالم ويسمى موسم البرايح، حيث يقام هذا المهرجان في شهر أبريل من كل عام ويشتمل على العديد من الفقرات التي تجذب المزيد من السياح سنويًا، كما تبرز أهمية السوق من خلال البيوت التراثية في محيطه والتي تعد امتدادًا للتجربة السياحية التي يخوضها الزائر في هذه المنطقة.

## التجارة
تعد حركة التجارة نشطة في برايح سالم نظرًا لوجود العديد من أصناف المنتجات التي يذهب المتسوقون من أجلها، ومن أبرز السلع التي يبحث عنها زوار برايح سالم بعض أنواع القماش التقليدي، والملبوسات المختلفة، والقدور القديمة، وبعض التحف الفنية والحرف اليدوية، كما يحتوي هذا السوق التراثي على العديد من المطاعم التقليدية التي يقصدها السياح، كما تم بناء بعض المتاجر والجلسات والمقاهي الجديدة التي تعد متنفسًا للسياح القادمين إلى دولة الكويت، فضلًا عن السكان المحليين الذي يرون في هذا السوق فرصة لقضاء وقت ممتع في أجواء مفعمة بالتاريخ والحضارة.